# NGC 6726
NGC 6726 is een reflectienevel in het sterrenbeeld Zuiderkroon. Het hemelobject werd op 15 juni 1861 ontdekt door de Duitse astronoom Johann Friedrich Julius Schmidt. Dit object is ook bekend als de Ant-Eater Nebula.

## Synoniemen
- ESO 396-N13